# Stefano Rossi Crespi
Stefano Rossi Crespi (Roma, 7 novembre 1969) è un cantautore italiano.

## Gli inizi
Inizia a suonare la chitarra verso i dodici anni grazie alle lezioni del padre Giulio. Verso la fine degli anni ottanta comincia a comporre le sue prime canzoni.
I suoi pezzi piacciono al talent scout Giancarlo Cesaroni, fondatore del Folk Studio, che lo propone prima nello spazio dedicato ai giovani, la domenica pomeriggio, e poi nella programmazione serale. Comincia così ad esibirsi davanti al competente pubblico del Folk Studio, che apprezza le sue proposte.
Sempre in quegli anni, fonda il trio acustico PiSteDaPi, con la stessa Danila Massimi e con Pino Marino, con il quale nel 1995 ottiene un grande riconoscimento a livello nazionale, quando con la sua canzone “Non Varcare”, vince il Premio Città di Recanati. 
Nel 1996, sempre a Recanati,  con il suo pezzo “Passi di danza”, il trio PiSteDaPi arriva alla fase finale del Premio.
Successivamente comincia a tenere concerti, come solista, in luoghi di prestigio della Capitale come il Teatro Olimpico, il Palazzo delle Esposizioni in occasione della rassegna “A Scena Aperta”, l’Alpheus, il Locale, il Lettere Caffè, il Baffo della Gioconda, ed a partecipare a numerose rassegne musicali.

## Il primo album
Nel 1999, con i brani “La Città” e “Il Comico”, vince l'Edizione del Premio Pavanello di Trento.
Edoardo De Angelis, storico autore della scuola romana, lo invita a partecipare alle sue tournée, dandogli la possibilità di proporre i suoi brani, in tutta Italia, in apertura dei suoi concerti.
Nel 2005, dall'incontro con l'etichetta “Tempi Moderni Edizioni” e con il musicista Fabrizio Fornaci, che ha curato la produzione artistica e gli arrangiamenti, nasce il suo primo cd dal titolo “Vola via”.

## Discografia
- 2005 - Vola via